# Ercolania
Genre
Ercolania est un genre de limaces de mer de la famille des Limapontiidae.

## Liste des espèces
Selon World Register of Marine Species (25 septembre 2024) :
- Ercolania annelyleorum Wägele, Stemmer, Burghardt & Händeler, 2010
- Ercolania boodleae (Baba, 1938)
- Ercolania coerulea Trinchese, 1892
- Ercolania endophytophaga K. R. Jensen, 1999
- Ercolania erbsus (Ev. Marcus & Er. Marcus, 1970)
- Ercolania evelinae (Er. Marcus, 1959)
- Ercolania felina (F. W. Hutton, 1882)
- Ercolania fuscata (A. Gould, 1870)
- Ercolania gopalai (K. V. Rao, 1937)
- Ercolania halophilae K. R. Jensen, Kohnert, Bendell & Schrödl, 2014
- Ercolania irregularis (Eliot, 1905)
- Ercolania kencolesi Grzymbowski, Stemmer & Wägele, 2007
- Ercolania lozanoi Ortea, 1982
- Ercolania margaritae Burn, 1974
- Ercolania nigra (Lemche, 1935)
- Ercolania pica (Annandale & Prashad, 1922)
- Ercolania raorum (Ev. Marcus & Er. Marcus, 1970)
- Ercolania selva Ortea & Espinosa, 2001
- Ercolania subviridis (Baba, 1959)
- Ercolania talis (Ev. Marcus & Er. Marcus, 1956)
- Ercolania tentaculata (Eliot, 1917)
- Ercolania translucens K. R. Jensen, 1993
- Ercolania varians (Eliot, 1905)
- Ercolania viridis (A. Costa, 1866)
- Ercolania zanzibarica Eliot, 1903

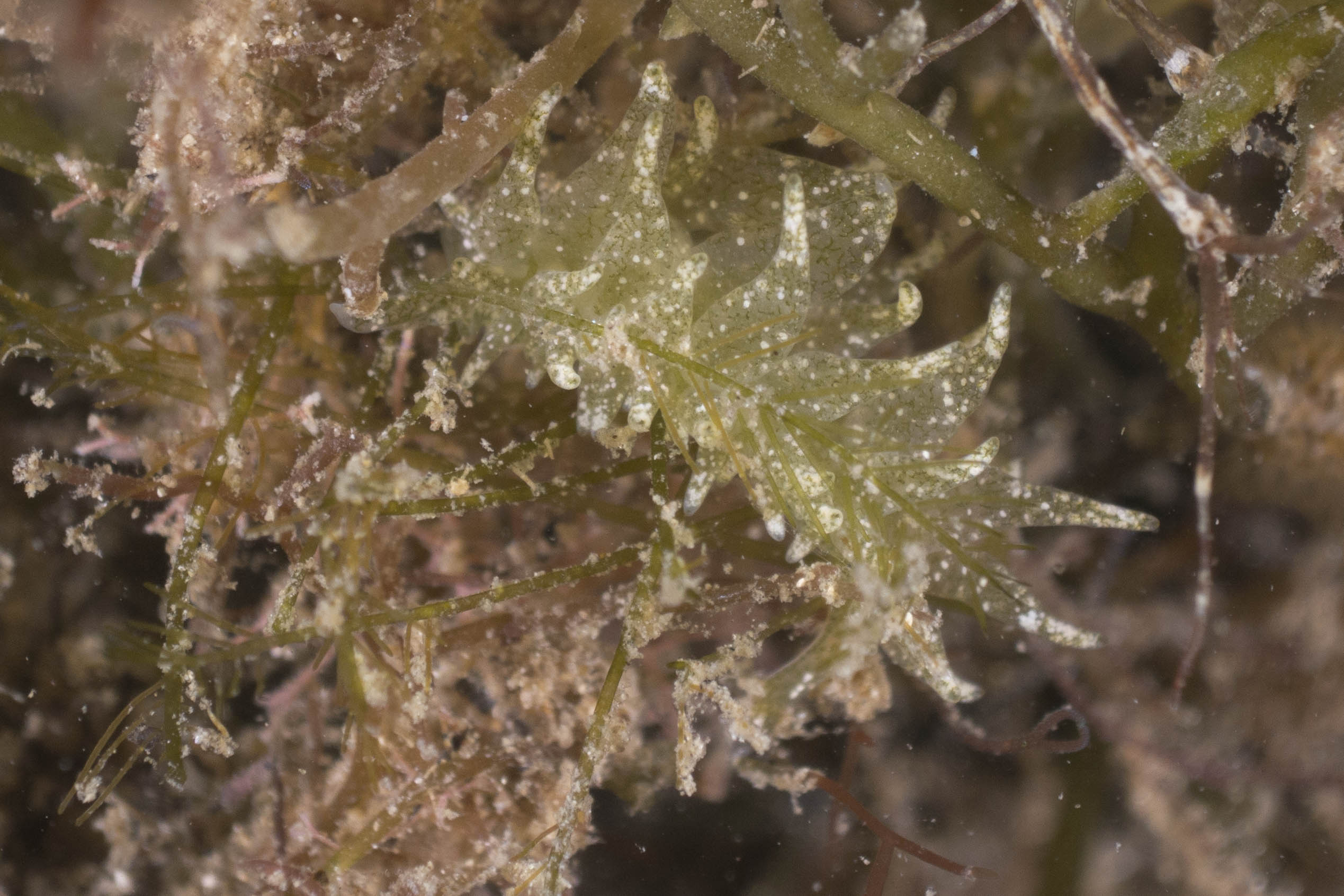
Ercolania annelyleorum
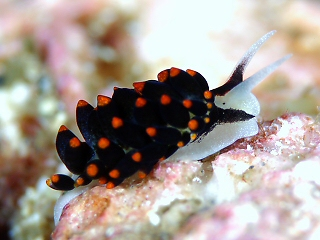
Ercolania boodleae
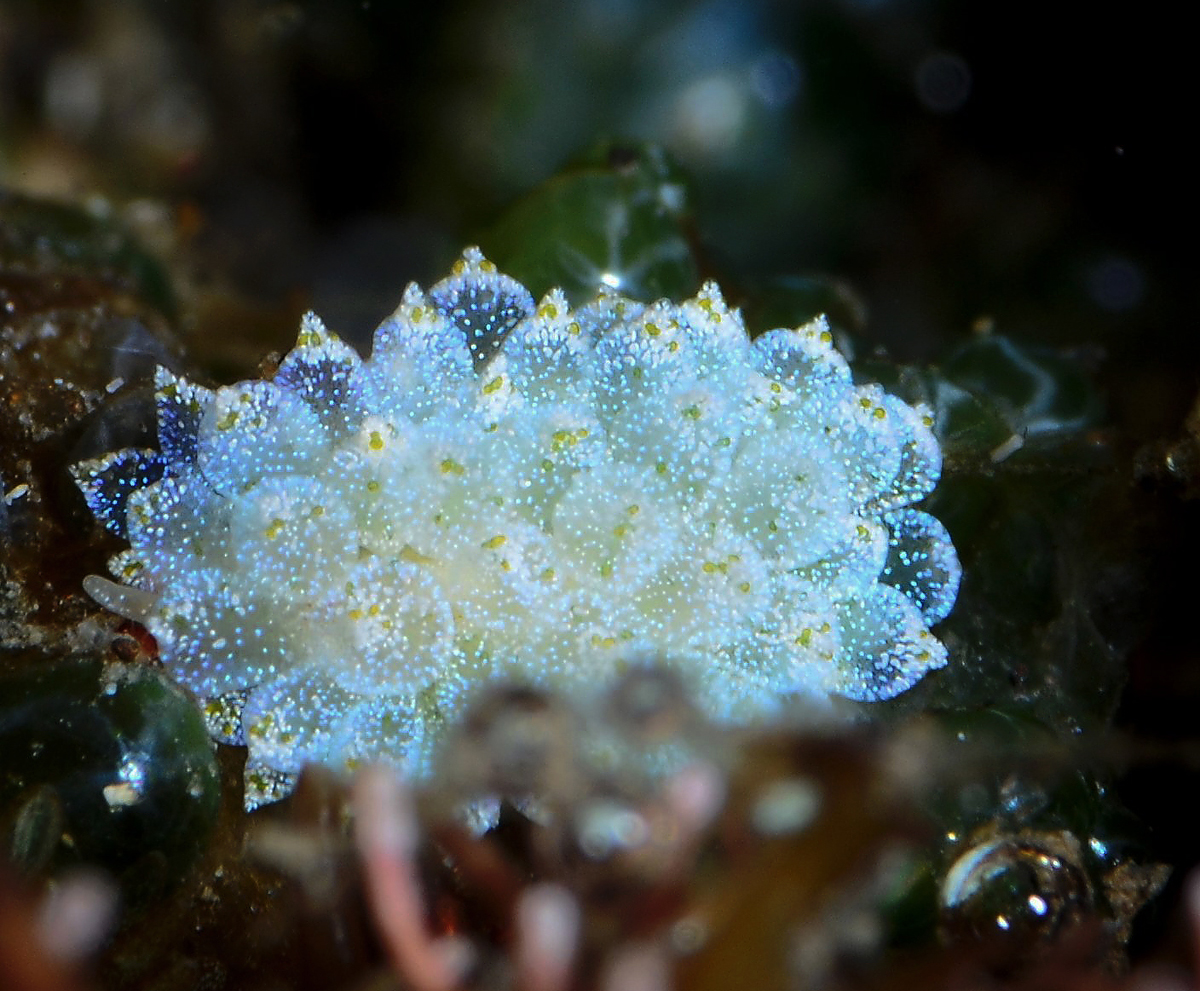
Ercolania coerulea
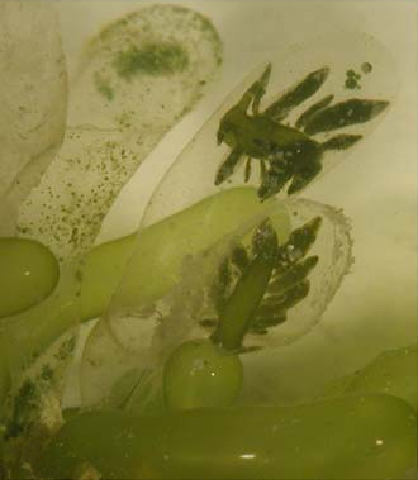
Ercolania kencolesi

## Systématique
Le nom valide complet (avec auteur) de ce taxon est Ercolania Trinchese, 1872,.
Ercolania a pour synonyme :
- Stiliger (Ercolania) Trinchese, 1872

### Publication originale
- (it + la) Salvatore Trinchese, « Un nuovo genere della famiglia degli eolidei », Annali del Museo Civico di Storia Naturale di Genova, Gênes, Tipografia del Regio Istituto Sordo-Muti (d), vol. 2,‎ 1872, p. 86-132 (ISSN 1122-6447, OCLC 10489012, lire en ligne).